# 班戈鎮區 (密歇根州密歇根州)
班戈鎮區（英語：Bangor Township）是位於美國密歇根州范布倫縣的一個行政鎮區。

## 地方資料
班戈鎮區的面積為89.30平方千米，當中陸地面積為87.40平方千米，而水域面積為1.90平方千米。根據2020年美國人口普查的數據，當地共有人口1939人，而人口密度為每平方千米21.71人。